# Az Amerikai Egyesült Államok hivatalban lévő kormányzóinak listája
Az Amerikai Egyesült Államokban az egyes tagállamok élén a kormányzó áll, ők az Az Amerikai Egyesült Államok elnökéhez hasonlatosan a saját területükön betöltik az államfői és kormányfői tisztséget. Feladatuk – a saját államuk szintjén – többségében megegyezik az USA elnökének feladatkörével, kivéve mindazon feladatokat, amelyeket az Amerikai Egyesült Államok alkotmánya az elnökre, vagy az Amerikai Egyesült Államok Kongresszusára átruház. Így a kormányzónak van jogosultsága az állam kongresszusa által hozott törvényeket életbe léptetni, vagy azok ellen vétót emelni, különféle tisztségviselőket kinevezni, illetve felmenteni, valamint a legtöbb államban neki van joga a bírók kinevezéséhez. A kormányzókat a helyi alkotmány szerint – hasonlóan az Amerikai Egyesült Államok alelnökéhez – korlátozott jogkörű kormányzó-helyettes helyettesítheti, bizonyos, a saját állam alkotmánya által meghatározott esetekben, illetve a kormányzó megbízása alapján. Ilyen kormányzóhelyettes negyvenhárom államban van az ötvenből. Harmincöt állam írja elő, hogy a kormányzónak legalább harminc évesnek kell lennie, hét államban 25, egy államban 21 és öt államban 18 év a korhatár. Kansas és Vermont nem ír elő korhatárt, de azt kiköti, hogy a kormányzónak képzettnek kell lennie, ami gyakorlatban a középiskolai végzettségnek felel meg.
A kormányzók közül 37 férfi, 13 nő. A függő területeket két nő és három férfi vezeti, míg Washington polgármestere nő. A kormányzók közül 47 fehér, három óceániai, két latino, két afroamerikai  és egy indián származású. A legidősebb kormányzó Kay Ivey (1944, Alabama), míg a legfiatalabb Sarah Huckabee Sanders (1982, Arkansas).
Az 55 kormányzó és 1 polgármester megoszlása párthovatartozás szerint:
| Párt | Párt                       | Államok | Egyéb területek | Összesen |
| ---- | -------------------------- | ------- | --------------- | -------- |
|      | Demokrata Párt             | 22      | 3               | 26       |
|      | Demokrata–Gazda–Munkáspárt | 1       | 0               | 26       |
|      | Republikánus Párt          | 27      | 2               | 29       |
|      | Új Progresszív (PR)        | 0       | 1               | 1        |

## Kormányzók listája
Ez a táblázat az Egyesült Államok 50 tagállamának, illetve 6 egyéb jogállású területének hivatalban lévő kormányzóit tartalmazza. A kormányzók megválasztását, illetve mandátumuk időszakát az adott állam alkotmánya határozza meg, általában kettő és négy év közötti időtartamra.
Az alábbi táblázatban az „utolsó ciklus” kifejezés az évszám után azt jelenti, hogy a hivatalban lévő kormányzó nem indulhat újra a hivatalért folyó versenyben, mivel a helyi alkotmány rendelkezései szerint a maximális időt, melyet kormányzóként eltölthet elérte. A külön színnel kiemelt államokban a 2020-as amerikai elnökválasztással egy időben kormányzóválasztás volt.
| Állam           | Kormányzó zászlója | Kép | Jelenlegi kormányzó    | Párt   | Hivatalba lépett    | Mandátuma lejár      | Korábbi hivatalai | Korábbi kormányzók |
| --------------- | ------------------ | --- | ---------------------- | ------ | ------------------- | -------------------- | --- | ------------------ |
| Alabama         |                    |     | Kay Ivey               |        | 2017. április 10.   | 2027                 | Alabama kormányzóhelyettese | Lista              |
| Alaszka         |                    |     | Mike Dunleavy          |        | 2018. december 1.   | 2026 (utolsó ciklus) | Állami szenátor | Lista              |
| Arizona         |                    |     | Katie Hobbs            |        | 2023. január 2.     | 2027                 | Arizona államtitkára | Lista              |
| Arkansas        |                    |     | Sarah Huckabee Sanders |        | 2023. január 10.    | 2027                 | Fehér Ház sajtótitkára | Lista              |
| Colorado        |                    |     | Jared Polis            |        | 2019. január 8.     | 2027 (utolsó ciklus) | Az USA képviselőházának tagja                                                                                                   | Lista              |
| Connecticut     |                    |     | Ned Lamont             |        | 2019. január 9.     | 2027                 | Greenwich elöljárója | Lista              |
| Delaware        |                    |     | Matt Meyer             |        | 2025. január 21.    | 2029                 | New Castle megye biztosa | Lista              |
| Dél-Dakota      |                    |     | Larry Rhoden           |        | 2025. január 26.    | 2027                 | Dél-Dakota alkormányzója Dél-Dakota mezőgazdasági minisztere                                                                    | Lista              |
| Dél-Karolina    |                    |     | Henry McMaster         |        | 2017. január 24.    | 2027 (utolsó ciklus) | Kormányzóhelyettes Államügyész Dél-Karolina-i Republikánus Párt vezetője Az Amerikai Egyesült Államok ügyésze                   | Lista              |
| Észak-Dakota    |                    |     | Kelly Armstrong        |        | 2024. december 15.  | 2028                 | Az Amerikai Egyesült Államok Képviselőházának tagja                                                                             | Lista              |
| Észak-Karolina  |                    |     | Josh Stein             |        | 2025. január 1.     | 2029                 | Állami legfőbb ügyész, Észak-Karolina képviselőházának tagja                                                                    | Lista              |
| Florida         |                    |     | Ron DeSantis           |        | 2019. január 8.     | 2027 (utolsó ciklus) | Az Amerikai Egyesült Államok Képviselőházának tagja                                                                             | Lista              |
| Georgia         |                    |     | Brian Kemp             |        | 2019. január 14.    | 2027 (utolsó ciklus) | Államtitkár, Georgia szenátora                                                                                                  | Lista              |
| Hawaii          |                    |     | Josh Green             |        | 2022. december 5.   | 2026                 | Hawaii képviselőházának tagja, Hawaii szenátusának tagja Helyettes kormányzó                                                    | Lista              |
| Idaho           |                    |     | Brad Little            |        | 2019. január 7.     | 2027                 | Idaho szenátusának tagja | Lista              |
| Illinois        |                    |     | J. B. Pritzker         |        | 2019. január 14.    | 2027                 | Nem volt politikusi megbizatása                                                                                                 | Lista              |
| Indiana         |                    |     | Mike Braun             |        | 2025. január 13.    | 2029                 | Az Egyesült Államok szenátora Indiana képviselőházának tagja                                                                    | Lista              |
| Iowa            |                    |     | Kim Reynolds           |        | 2017. május 24.     | 2027                 | Iowa szenátusának tagja Kormányzóhelyettes                                                                                      | Lista              |
| Kalifornia      |                    |     | Gavin Newsom           |        | 2019. január 7.     | 2027 (utolsó ciklus) | Kormányzóhelyettes San Francisco polgármestere                                                                                  | Lista              |
| Kansas          |                    |     | Laura Kelly            |        | 2019. január 14.    | 2027 (utolsó ciklus) | Kansas szenátusának tagja | Lista              |
| Kentucky        |                    |     | Andy Beshear           |        | 2019. december 10.  | 2027                 | Államügyész | Lista              |
| Louisiana       |                    |     | Jeff Landry            |        | 2024. január 8.     | 2028                 | Louisiana főügyésze Az Egyesült Államok képviselőházának tagja                                                                  | Lista              |
| Maine           |                    |     | Janet Mills            |        | 2019. január 2.     | 2027 (utolsó ciklus) | Államügyész Maine képviselőházának tagja                                                                                        | Lista              |
| Maryland        |                    |     | Wes Moore              |        | 2023. január 18.    | 2027                 | Nem volt politikusi megbízatása                                                                                                 | Lista              |
| Massachusetts   |                    |     | Maura Healey           |        | 2023. január 5.     | 2027                 | Massachusetts főügyésze | Lista              |
| Michigan        |                    |     | Gretchen Whitmer       |        | 2019. január 1.     | 2027 (utolsó ciklus) | Michigan szenátusának tagja Michigan képviselőházának tagja                                                                     | Lista              |
| Minnesota       |                    |     | Tim Walz               |        | 2019. január 7.     | 2027                 | Az Amerikai Egyesült Államok Képviselőházának tagja                                                                             | Lista              |
| Mississippi     |                    |     | Tate Reeves            |        | 2020. január 14.    | 2028 (utolsó ciklus) | Kormányzóhelyettes Kincstárnok                                                                                                  | Lista              |
| Missouri        |                    |     | Mike Kehoe             |        | 2025. január 13.    | 2029                 | Kormányzóhelyettes Missouri képviselőházának többségi frakcióvezetője                                                           | Lista              |
| Montana         |                    |     | Greg Gianforte         |        | 2021. január 4.     | 2029 (utolsó ciklus) | Az Amerikai Egyesült Államok Képviselőházának tagja                                                                             | Lista              |
| Nebraska        |                    |     | Jim Pillen             |        | 2023. január 5.     | 2027                 | Nem volt politikusi megbízatása                                                                                                 | Lista              |
| Nevada          |                    |     | Joe Lombardo           |        | 2023. január 2.     | 2026                 | Clark megye megbízottja Nevada Kormányzótanácsának tagja                                                                        | Lista              |
| New Hampshire   |                    |     | Kelly Ayotte           |        | 2025. január 9.     | 2027                 | Az Egyesült Államok Képviselőházának tagja New Hampshire főügyésze                                                              | Lista              |
| New Jersey      |                    |     | Phil Murphy            |        | 2018. január 16.    | 2026 (utolsó ciklus) | Amerikai nagykövet Morris megye törvényhozója                                                                                   | Lista              |
| New York        |                    |     | Kathy Hochul           |        | 2021. augusztus 21. | 2026                 | Kormányzóhelyettes Az Egyesült Államok Képviselőházának tagja                                                                   | Lista              |
| Nyugat-Virginia |                    |     | Patrick Morrisey       | [ 25 ] | 2025. január 13.    | 2029                 | Nyugat-Virginia főügyésze | Lista              |
| Ohio            |                    |     | Mike DeWine            |        | 2019. január 14.    | 2027 (utolsó ciklus) | Államügyész Az Egyesült Államok szenátora Az Egyesült Államok Képviselőházának tagja Kormányzóhelyettes Ohio szenátusának tagja | Lista              |
| Oklahoma        |                    |     | Kevin Stitt            |        | 2019. január 14.    | 2027 (utolsó ciklus) | Nem volt politikusi megbízatása                                                                                                 | Lista              |
| Oregon          |                    |     | Tina Kotek             |        | 2015. január 9.     | 2027                 | Az Oregoni képviselőház elnöke Oregon képviselőházának tagja                                                                    | Lista              |
| Pennsylvania    |                    |     | Josh Shapiro           |        | 2023. január 17.    | 2027                 | Pennsylvania főügyésze | Lista              |
| Rhode Island    |                    |     | Daniel McKee           |        | 2021. március 2.    | 2027                 | Cumberland polgármestere Rhode Island helyettes kormányzója                                                                     | Lista              |
| Tennessee       |                    |     | Bill Lee               |        | 2019. január 19.    | 2027 (utolsó ciklus) | Nem volt politikusi megbízatása                                                                                                 | Lista              |
| Texas           |                    |     | Greg Abbott            |        | 2015. január 20.    | 2027                 | Texas főügyésze A texasi legfelsőbb bíróság titkára                                                                             | Lista              |
| Utah            |                    |     | Spencer Cox            |        | 2021. január 4.     | 2029                 | Kormányzóhelyettes Utah képviselőházának tagja Sanpete megye megbízottja                                                        | Lista              |
| Új-Mexikó       |                    |     | Michelle Lujan Grisham |        | 2019. január 1.     | 2027 (utolsó ciklus) | Az Egyesült Államok Képviselőházának tagja Egészségügy-miniszter                                                                | Lista              |
| Vermont         |                    |     | Phil Scott             |        | 2017. január 5.     | 2027                 | Vermont kormányzóhelyettese Vermont szenátusának tagja                                                                          | Lista              |
| Virginia        |                    |     | Glenn Youngkin         |        | 2022. január 15.    | 2026 (utolsó ciklus) | Nem volt politikusi megbízatása                                                                                                 | Lista              |
| Washington      |                    |     | Bob Ferguson           |        | 2025. január 15.    | 2029                 | Washington főügyésze King megye bizottsági elnöke                                                                               | Lista              |
| Wisconsin       |                    |     | Tony Evers             |        | 2019. január 7.     | 2027                 | Közoktatási főfelügyelő | Lista              |
| Wyoming         |                    |     | Mark Gordon            |        | 2019. január 7.     | 2027 (utolsó ciklus) | Kincstárnok | Lista              |

## Különböző jogállású területek vezetői
A tagállamokon kívül több, különböző jogállású terület tartozik az Egyesült Államokhoz. E területek kormányzói, illetve vezetői a következők:
| Terület                  | Fénykép | Kormányzó                    | Párt | Hivatalba lépés | Mandátuma lejár | Korábbi megbízatásai | Korábbi kormányzók |
| ------------------------ | ------- | ---------------------------- | ---- | --------------- | --------------- | --- | ------------------ |
| Amerikai Szamoa          |         | Lemanu Peleti Mauga          |      | 2021. január 3. | 2025            | Kormányzóhelyettes | Lista              |
| Washington DC.           |         | Muriel Bowser (polgármester) |      | 2015. január 2. | 2027            | A Szövetségi Kerület tanácsának tagja | Lista              |
| Guam                     |         | Lou Leon Guerrero            |      | 2019. január 7. | 2027            | A Guami törvényhozás tagja | Lista              |
| Északi-Mariana-szigetek  |         | Arnold Palacios              | FÜGG | 2023. január 9. | 2027            | Kormányzóhelyettes | Lista              |
| Puerto Rico              |         | Jenniffer González-Colón     |      | 2025. január 2. | 2029            | Puerto Rico delegáltja az Egyesült Államok Képviselőházába Puerto Ricó-i Republikánus Párt elnöke Puerto Rico képviselőháza ellenzéki vezetője | Lista              |
| Amerikai Virgin-szigetek |         | Albert Bryan                 |      | 2019. január 7. | 2027            | Munkaügyi biztos | Lista              |

## A kormányzók párthovatartozásának megoszlása az USA térképén

A kormányzók pártállása.
Demokrata kormányzó
Republikánus kormányzó
Republikánus Új-Progresszív kormányzó